# Канадський геральдичний орган
Канадський геральдичний орган (КГО; англ.: Canadian Heraldic Authority; фр. Autorité héraldique du Canada) - канадійська інституція при канадському монархові, повноваження якого здійснюється генерал-губернатором Канади, що пікується символікою. Орган несе відповідальність за створення та надання нових гербів, прапорів і бейджів для громадян Канади, державних установ, муніципальних, громадських та інших організацій. Уряд також реєструє наявні герби, надані іншими визнаними геральдичними органами, затверджує військові значки, прапори та інші знаки розрізнення канадійських збройних сил, а також надає інформацію про геральдичні практики.
КГО є канадійським аналогом Геральдичного коледжу в Лондоні, Суду лорда Ліона в Шотландії, Управління головного герольда Ірландії в Республіці Ірландія та Інституту геральдики армії США для федеральних установ Сполучених Штатів, і добре відомий своїм інноваційними дизайнами, багато з яких включають символіку перших націй.

## Історія
До створення Канадського геральдичного органу канадійці, які бажають отримати юридично наданий герб, повинні були звернутися до одного з двох геральдичних відомств у Сполученому Королівстві: або Геральдичного коледжу в Лондоні, або Суду лорда Ліона в Единбурзі. Цей процес був досить тривалим і дорогим. Крім того, герольди Геральдичного коледжу та Суду лорда Ліона іноді могли бути незнайомими з канадійською історією та символами. Згодом багато канадійців, які цікавилися геральдикою, почали звертатися до офісу, який би пропонував гербові знаки, розроблені канадійцями них самих.
Повідомляється, що ще в 1967 році розроблялися плани щодо передачі повноважень геральдики з Геральдичного коледжу у Великій Британії до Канади. Поштовх до повністю канадійської геральдичної системи йшов здебільшого від Геральдичного товариства Канади (нині Королівське геральдичне товариство Канади) майже з самого початку, хоча наступні національні уряди не розглядали це як пріоритет. У 1986 році Вікі Хантінгтон, політична діячка з Британської Колумбії, надіслала записку, написану RHSC із закликом до створення Канадського геральдичного органу, співробітнику офісу тодішнього держсекретаря Девіда Кромбі. Містер Кромбі доручив своєму відділу організувати наступного року зустріч в Оттаві, на яку було запрошено багато національних та міжнародних експертів з геральдики. Зустріч завершилася «настійною рекомендацією уряду створити орган».
Два роки по тому королева Єлизавета II видала патент на листи 1988 року, уповноважуючи генерал-губернатора «виконувати або забезпечувати здійснення всіх повноважень, які законно належать Нам як королеві Канади щодо надання гербових знаків у Канаді».  Ці патентні листи були представлені принцом Едвардом генерал-губернатору від імені Корони. Згодом генерал-губернатор Жанна Сове 4 червня 1988 року санкціонувала створення Канадського геральдичного органу. У результаті Канада стала першим королівством Співдружності за межами Сполученого Королівства, яке має власний геральдичний орган. Канада також забезпечує повну рівність жінкам щодо успадкування та передачі герба. Крім того, усі армігери в Канаді можуть подати заяву про захист торгових марок, надавши їм герб відповідно до Закону про товарні знаки.

## Структура
Влада розташована в Рідо Голлі в Оттаві, офіційній резиденції монарха і генерал-губернатора. Генерал-губернатор, як особистий представник канадського монарха, є вищим органом влади в канадійській геральдиці. Нижче генерал-губернатора знаходиться Геральд-канцлер, посада, яку займає секретар генерал-губернатора. Наразі КГО організована в офісі під назвою Канцелярія пошани, який є тим самим офісом, який видає канадійські ордени та відзнаки, такі як Орден Канади. Заступник секретаря, який керує Канцелярією пошани, також є заступником Геральда-канцлера.
Головний герольд Канади, завданням якого є нагляд і керівництво всіма операціями КГО, несе основну відповідальність за надання герба, хоча генерал-губернатор має повноваження надавати герб безпосередньо. Посада головного геродьда була надана Роберту Ватту у 1988 році і обіймалася ним до виходу на пенсію в 2007 році. З 20 травня 2020 року посаду головного герольда займає Самі Халід.

### Герольдії
Під головним герольдом знаходяться Геральдисти, штатні працівники КГО і вважаються частиною Державної служби Канади. Назви різних офісів були взяті від значних канадських річок. Хоча титули є територіальними позначеннями, відповідно до геральдичної традиції, кожен герольд служить всій країні. Кожному присвоюється службовий знак. Герольдами є:
| Назва       | Обов'язки | Діючий                     |
| ----------- | --- | -------------------------- |
| Сен-Лоран   | Реєстратор Управління займається головним чином записами, такими як Державний реєстр гербів, прапорів і бейджів Канади. Цей герольд також є зберігачем печатки влади. | Брюс Паттерсон (2008–)     |
| Фрейзер     | Головний художник органу, відповідальний за нагляд за творами мистецтва, створеними для кожного надання герба.                                                        | Кеті Берсі-Сабурін (1989–) |
| Сагеней     | Помічник реєстратора органу. І Сагеней, і Сен-Лоран відповідають за грант та реєстраційні документи англійською та французькою мовами.                                | Самі Халід (2014–)         |
| Асінібойн   | | Даррел Кеннеді (2002–)     |
| Мірамічі    | | Тева Відал (2017–)         |
| Коппермівне | Помічник художника органу, підтримує Фрайзер-герольда. | Кетрін Фіцпатрик (2003–)   |

### Почесні посади
Повноваження також допускають два типи почесних посад: Почесні Геральди та Надзвичайні Геральди. Почесне звання зарезервовано для канадських герольдів, які вийшли на пенсію; звання Надзвичайного є поважною посадою для тих, хто зробив помітний внесок у геральдику. Почесні герольди можуть бути зараховані КГО для виконання ними роботи. Кожна почесна посада надає людині бейдж і звання, також засноване на канадській річці.
Нинішні володарі почесних посад
| Призначений | Назва                        | Тримач           |
| ----------- | ---------------------------- | ---------------- |
| 1999 рік    | Надзвичайний Ніагара-герольд | Гордон Макферсон |
| 2000 рік    | Почесний Оутаоуаіс-герольд   | Огюст Вашон      |
| 2006 рік    | Надзвичайний Альбіон-герольд | Ральф Спенс      |
| 2006 рік    | Надзвичайний Руж-герольд     | Роджер Ліндсі    |
| 2007 рік    | Почесний Рідо-геральд        | Роберт Ватт      |

У минулому займали почесні посади
| Назва                         | Тримач                    |
| ----------------------------- | ------------------------- |
| Надзвичайний Ковічан-герольд  | Грем Андерсон (1999–2012) |
| Надзвичайний Капілано-герольд | Гелен Мусалем (2006–2012) |
| Почесний Дофін-герольд        | Роберт Пічетт (1995-2019) |

## Отримання герба

### Можливість
Будь-який громадянин чи громадянка Канади або юридична особа може подати клопотання про надання нового герба або реєстрацію існуючого герба. Загалом, право на отримання герба залежить від внесків особи в громаду, хоча точні критерії для отримання герба чи реєстрації не опубліковані. Ряд грантів було надано людям, які вже були відзначені державними нагородами за свої визначні досягнення, наприклад, шляхом прийняття до Ордену Канади, і які відповідно мають право на отримання герба. Ті, хто є сподвижниками ордена, можуть також попросити головного герольда надати їм щиторимачів.

### Процес надання гранту
Щоб зробити запит на отримання герб, прапор та/або бейдж, необхідно надіслати листа до Головного геральда Канади. У листі має бути чітке прохання «отримати гербові знаки від канадської корони згідно з повноваженнями, наданими генерал-губернатором», і включати докази канадійського громадянства чи постійного проживання, а також біографію чи автобіографію заявника. Корпоративні петиції повинні містити коротку історію компанії, докази реєстрації в Канаді, фінансові звіти та копію резолюції керівного органу корпорації про надання герба.
Головний герольд Канади може схвалити або відхилити петицію. Якщо петицію схвалено, повноваження на надання гранту надаються через ордер, підписаний Геральд-канцлером або заступником Геральд-канцлера. Після цього дозвіл надсилається одному з герольдів, і процес починається. Надання герба розглядається як честь від монарха через генерал-губернатора, і, таким чином, надається лише тим, кого Головний Геральд вважав особами, гідними отримання герба.
По-перше, призначений герольд розробляє письмовий опис на основі консультацій із заявником. Потім заявник підписує контракт з художником, який має право створити дизайн. Фрейзер-герольд, який є головним художником КГО, повинен переглянути дизайн. На всіх етапах документи мають бути затверджені як заявником, так і Головним герольдом. Останнім кроком є підготовка листів-патентів, офіційного повідомлення про нагородження гербом, яке включає креслення гербових знаків і супровідний юридичний текст та пояснення символіки гербів. Згідно з канадськими законами про двомовність, патентні листи пишуться як англійською, так і французькою мовами, хоча заявник може вибрати, яка мова буде розміщена в лівій колонці документа.
Заповнені документи про грант реєструються в Державному реєстрі гербів, прапорів і бейджів Канади, а повідомлення про грант публікується в Канадському бюлетені, частина I, у розділі «Дім уряду».
Уряд Канади вимагає, щоб вищезгадані процеси фінансувалися заявником; тобто особа, яка просить про надання чи реєстрацію герб, яка сплачує збори, пов’язані із запитом та наданням/реєстрацією. Плата за обробку для всіх заявників становить 435 канадських доларів (плюс податок на товари і послуги), а вартість одного попереднього проекту становить від 200 до 1000 доларів США. Вартість остаточного дизайну, як показано на патенті, коливається від 900 до 3500 доларів. У Канаді автор петиції не «купує» герб, самі герби вільно передаються кваліфікованим особам, але за надані послуги герольдам і художникам необхідно сплачувати гонорар. Середній час, необхідний для отримання гранту, становить від 12 до 14 місяців, хоча для особливо детальних або складних озброєнь це може зайняти більше часу.
| Етапи                            | Щит             | Девіз сувій     | Клейнод         | Шолом і мантія  | Щитотримачі і база | Девіз кільце    | Мальтійський хрест за щитом | Знак розрізнення кулон із щита | Додаткові елементи | Кадетський щит  | Значок          | Складна структура значка | Прапор або штандарт |
| -------------------------------- | --------------- | --------------- | --------------- | --------------- | ------------------ | --------------- | --------------------------- | ------------------------------ | ------------------ | --------------- | --------------- | ------------------------ | ------------------- |
| Попередній малюнок (чорно-білий) | $325            | 30 доларів США  | 80 доларів      | 55 доларів США  | 160 доларів США    | 55 доларів США  | 30 доларів США              | 35 доларів США                 | 55 доларів США     | 110 доларів США | 165 доларів США | 490 доларів США          | 165-220 доларів     |
| Підсумковий малюнок              | 540 доларів США | 160 доларів США | 165 доларів США | 215 доларів США | $325               | 165 доларів США | 55 доларів США              | 85 доларів                     | 80 доларів         | $180-$540       | 285 доларів США | 600-1190 доларів США     | $285-$450           |

### Онлайн заявка на грант
З 20 липня 2021 року Канадський геральдичний орган оголосив на своїй сторінці у Facebook про запуск онлайн-форм заявок на грант, щоб модернізувати заклад і зробити «900-річну традицію» доступною для всіх, хто має право на участь.

### Реєстрація наявного герба
Ті особи та установи, які вже мають законні нагороди зброєю, можуть звернутися до Канадського геральдичного органу з проханням зареєструвати свій герб. Немає жодних витрат, пов’язаних із подачею заявки на реєстрацію, і це займає менше часу, приблизно три місяці, ніж подача заявки на отримання нового герба.

## Герб КГО

### Герб
Герб, або технічний опис геральдичною мовою, повного гербового ситмволу наведено нижче разом із простим описом:
Клейнод
На шоломі з червоним наметом із срібною підкладкою, на срібно-червоному буралеті золотий лев коронований лев, його права передня лапа спирається на срібний щит, обтяжений червоним кленовим листом.
Щит
Срібний, на якому червоний кленовий лист, обятжений срібним щитком.
Щитотримачі
На скелі, покритій червоним кленовим листям і кленовим насінням червоні зверху і срібні знизу два ведмеді-ворони із золотим озброєнням.
Девіз
HONORENTUR PATRIAM HONORANTES.
Переклад з латинської мови означає: «Шануймо тих, хто шанує нашу країну».

### Символіка та використання
Нинішні форми влади були підтверджені ордером генерал-губернатора 15 січня 1994 року на честь п’ятої річниці влади, яка відзначалася минулого року. Повний герб Канадської геральдичної адміністрації містить символіку тубільців, як це видно у міфічних ведмедях-воронах, а також національний символ кленового листа та традиційні канадійські кольори червоний та білий, які були офіційно оголошений королем Георгом V у 1921 році.
Герб є модифікацією королівського герба Канади: лев у короні та з кленовим листом. На гербі влади зображений той самий лев, замість цього тримає білий щит із червоним кленовим листом, що символізує повноваження генерал-губернатора під Короною надавати канадійцям герб.
Сам щит білий з червоним кленовим листом, схожий на середню частину канадійського прапора. Білий щит на аркуші символізує «знак геральдики, який буде створено та записано для канадійців».
Ведмеді-ворони, новий геральдичний звір, який об’єднав кілька істот, важливих для аборигенної символіки, був запропонований герольдами на честь Міжнародного року корінних народів світу Організації Об’єднаних Націй, який також відбувся в 1993 році. Ведмеді-ворони стоять на виході так відомого як Канадський щит, геологічного утворення, на якому базується авторитет влади. Канадський щит утворений скелями, які вкриті червоним кленовим листям і золотистим кленовим насінням. Девіз, який було обрано латиною, означає «Вшануймо тих, хто шанує нашу країну».
Лише щит і герб складаються з геральдичного значка КГО, який використовується на печатці Управління та на листах-патентах, які надають і реєструють гербові знаки. Вінок навколо щита складається з листя червоного клена, переплетеного золотими ремінцями.

Геральдичний прапор

## Зовнішні посилання
- Офіційний сайт
- Public Register of Arms, Flags and Badges of Canada
- Royal Heraldry Society of Canada [Архівовано 1 червня 2022 у Wayback Machine.]